# Vallées-en-Champagne
Vallées-en-Champagne é uma comuna francesa na região administrativa de Altos da França, no departamento de Aisne. Estende-se por uma área de 41,24 km². Em 2010 a comuna tinha 576 habitantes (densidade: 14 hab./km²).
A municipalidade foi estabelecida em 1 de janeiro de 2016 e consiste na fusão das antigas comunas de Baulne-en-Brie, La Chapelle-Monthodon e Saint-Agnan.